# Burns (Familienname)
Burns ist ein englischer oder ein (anglisierter) irischer Familienname.

## Namensträger

### A
- Aaron Burns (Typograf) (* 1922–1991), US-amerikanischer Typograf
- Aaron Burns (Fußballspieler) (* 1992), nordirischer Fußballspieler
- Aaron Burns (Filmproduzent) (* 1985), US-amerikanischer Filmproduzent
- Alan Burns (Schriftsteller) (* 1929), englischer Schriftsteller
- Alan Cuthbert Maxwell Burns (1887–1980), britischer Kolonialgouverneur
- Alayna Burns (* 1980), australische Radrennfahrerin
- Alec Burns (1907–2003), britischer Langstreckenläufer
- Allan Burns (Mediziner) (1781–1813), schottischer Mediziner
- Allan Burns (Drehbuchautor) (1935–2021), US-amerikanischer Drehbuchautor und Fernsehproduzent
- Anna Burns (* 1962), nordirische Schriftstellerin
- Arnold I. Burns (1930–2013), US-amerikanischer Jurist
- Arthur F. Burns (1904–1987), US-amerikanischer Ökonom
- Arthur Leon Burns (* 1954), US-amerikanischer Diskuswerfer, siehe Art Burns

### B
- Bart Burns (1918–2007), US-amerikanischer Schauspieler
- Bernard Burns (* 1940),  britischer Radrennfahrer
- Billy Burns (Lacrossespieler) (William Lawrie Burns; 1875–1953), kanadischer Lacrossespieler
- Billy Burns (Fußballspieler) (William Burns, genannt Tosher Burns; 1902–1984), irischer Fußballspieler
- Billy Burns (Leichtathlet), britischer Leichtathlet
- Billy Burns (Baseballspieler) (William John Burns; * 1989), US-amerikanischer Baseballspieler
- Billy Burns (Rugbyspieler) (* 1994), britischer Rugby-Union-Spieler
- Billy Joe Burns (* 1989), nordirischer Fußballspieler
- Blanca Burns (* 1987), US-amerikanische Basketballschiedsrichterin mexikanischer Abstammung
- Bob Burns (1890–1956), US-amerikanischer Unternehmer, Comedian und Schauspieler
- Bobby Burns (* 1999), nordirischer Fußballspieler
- Bobby Burns (Kinderstar) (1924–1982), bürgerlich Irwin Lawrence Kauffman, Kinderstar in deutschen Stummfilmen
- Bobby Burns (Schauspieler) (1878–1966), US-amerikanischer Schauspieler und Regisseur
- Boss Burns (* 1972), deutscher Rocksänger
- Brent Burns (* 1985), kanadischer Eishockeyspieler
- Brian Burns (* 1998), US-amerikanischer American-Football-Spieler
- Brian D. Burns (* 1939), US-amerikanischer Politiker
- Brooke Burns (* 1978), US-amerikanisches Mannequin und Schauspielerin
- Buck Burns, US-amerikanischer Schauspieler
- Burnie Burns (* 1973), US-amerikanischer Produzent und Drehbuchautor

### C
- Callum Burns (* 1996), neuseeländischer Eishockeyspieler
- Carol Burns (1947–2015), australische Schauspielerin
- Carolyn Burns (* 1942), neuseeländische Zoologin und Hochschullehrerin
- Cat Burns (* 2000), britische Popsängerin
- Catherine Burns (1945–2019), US-amerikanische Schauspielerin
- Catherine Lloyd Burns (* 1961), US-amerikanische Schauspielerin
- Charles Burns (* 1955), US-amerikanischer Comiczeichner
- Charlie Burns (Charles Frederick Burns; 1936–2021), US-amerikanisch-kanadischer Eishockeyspieler und -trainer
- Christian Burns (* 1974), britischer Sänger
- Christian C. Burns (* 1985), US-amerikanischer Basketballspieler
- Conor Burns (* 1972), britischer Politiker
- Conrad Burns (1935–2016), US-amerikanischer Politiker

### D
- Dave Burns (1924–2009), US-amerikanischer Jazz-Musiker
- David Burns (Mathematiker) (* 1963), britischer Mathematiker
- David Burns (Schauspieler) (1902–1971), US-amerikanischer Schauspieler
- David D. Burns (* 1942), US-amerikanischer Psychologe
- David H. Burns (* 1958), US-amerikanischer Chemiker, Bioingenieur und Hochschullehrer
- Declan Burns (* 1956), irischer Kanute
- Donnie Burns (* 1959), schottischer Tänzer

### E
- Eddie Burns (1928–2012), US-amerikanischer Gitarrist, Sänger und Songwriter
- Edward Burns (* 1968), US-amerikanischer Schauspieler
- Edward James Burns (* 1957), US-amerikanischer Geistlicher, Bischof von Dallas
- Edward P. Burns (* 1946), US-amerikanischer Drehbuchschreiber
- Eedson Louis Millard Burns (1897–1985), kanadischer General
- Emelia Burns (* 1982), australische Schauspielerin
- Eveline M. Burns (1900–1985), US-amerikanische Wirtschaftswissenschaftlerin

### F
- Findley Burns Jr. (1917–2003), US-amerikanischer Diplomat und Botschafter
- Francis Burns (* 1948), schottischer Fußballspieler
- Frank R. Burns (1928–2012), US-amerikanischer American-Football-Spieler

### G
- George Burns, 1. Baronet (1795–1890), britischer Reeder
- George Burns (Baseballspieler, 1889) (George Joseph Burns; 1889–1966), US-amerikanischer Baseballspieler
- George Burns (Baseballspieler, 1893) (George Henry Burns, Tioga George; 1893–1978), US-amerikanischer Baseballspieler
- George Burns (1896–1996), US-amerikanischer Schauspieler, Komiker und Autor
- George Burns (Golfspieler) (* 1949), US-amerikanischer Golfspieler
- Graham Burns (* 1966), britischer Kanute

### H
- Harriet Burns (1928–2008), US-amerikanische Designerin
- Heather Burns (* 1975), US-amerikanische Schauspielerin
- Howard Burns (1939–2025), britischer Architekturhistoriker

### I
- Ian Burns (* 1985), englischer Snookerspieler
- Ian Burns (Fußballspieler) (1939–2015), schottischer Fußballspieler

### J
- Jack Burns (Golfspieler) (1859–1927), schottischer Golfspieler
- Jack Burns (Baseballspieler, 1880) (1880–1957), US-amerikanischer Baseballspieler
- Jack Burns (Fußballspieler) (John Charles Burns; 1906–1986), englischer Fußballspieler
- Jack Burns (Baseballspieler, 1907) (1907–1975), US-amerikanischer Baseballspieler
- Jack Burns (Schauspieler, 1933) (1933–2020), US-amerikanischer Schauspieler
- Jack Burns (Schauspieler, 2005) (2005–2019), britischer Schauspieler und Balletttänzer
- Jacob Burns (* 1978), australischer Fußballspieler
- Jacqueline Burns (* 1997), nordirische Fußballtorhüterin
- Jaira Burns (* 1997), US-amerikanische Sängerin
- James Burns (Fußballspieler) (1898–??), nordirischer Fußballspieler
- James Burns (Politiker) (1846–1923), australischer Politiker, Unternehmer, Offizier und Mitglied des Legislativrates von New South Wales
- James Henry Burns (1885–1972), Generalmajor der US-Army
- James MacGregor Burns (1918–2014), US-amerikanischer Politikwissenschaftler und Historiker
- Jeffrey Burns (1950–2004), US-amerikanischer Komponist
- Jere Burns (* 1954), US-amerikanischer Schauspieler
- Jerry Burns (1927–2021), US-amerikanischer American-Football-Spieler und -Trainer
- Jethro Burns (1920–1989), US-amerikanischer Musiker
- Jimmy Burns (* 1943), amerikanischer Soul-Blues-Gitarrist, Sänger und Songwriter
- Joel Burns (* 1975), US-amerikanisch-britischer Basketballspieler
- John Burns (Mediziner) (1774–1850), schottischer Mediziner und Hochschullehrer
- John Burns (Entomologe) (John M. Burns), US-amerikanischer Insektenkundler
- John Burns (Gewichtheber) (* 1948), britischer Gewichtheber
- John Burns (Toningenieur), (* um 1949), britischer Toningenieur und Produzent
- John Burns (Snookerspieler) (* 1965), britischer Snookerspieler
- John Anthony Burns (1909–1975), US-amerikanischer Politiker
- John Elliot Burns (1858–1943), britischer Gewerkschafter und Politiker
- John F. Burns (* 1944), US-amerikanischer Journalist
- John Horne Burns (1916–1953), US-amerikanischer Schriftsteller
- John J. Burns (1920–2007), US-amerikanischer Pharmakologe
- John L. Burns (1793–1872), US-amerikanischer Veteran
- John M. Burns (Seemann) (1835–??), US-amerikanischer Seemann
- John M. Burns (Comicautor) (1838–2023), britischer Comicautor
- Joseph Burns (Politiker) (1800–1875), US-amerikanischer Politiker
- Joseph Burns (Fußballspieler), Fußballspieler aus Tahiti
- Joseph A. Burns (* 1941), US-amerikanischer Astronom
- Josephine Burns Glasgow (1887–1969), US-amerikanische Mathematikerin

### K
- Kahle Burns (* 1988), australischer Pokerspieler
- Ken Burns (Kenneth Lauren Burns; * 1953), US-amerikanischer Dokumentarfilmer
- Ken Burns (Fußballspieler) (Kinear Burns; 1923–2006), britischer Fußballspieler
- Ken Burns (Schiedsrichter) (Kenneth Howard Burns; 1931–2016), englischer Schiedsrichter
- Kenneth Charles Burns  (1920–1989), US-amerikanischer Bluegrass- und Country-Musiker, siehe Jethro Burns
- Kenneth D. Burns (1930–2012), Generalmajor der US Air Force
- Ken Burns, Pseudonym von Bladee (* 1994), schwedischer Rapper, Sänger und Plattenproduzent
- Kenny Burns (* 1953), schottischer Fußballspieler
- Kevin Burns (1955–2020), US-amerikanischer Filmproduzent
- Kevin Burns (Schwimmer) (* 1955), britischer Schwimmer

### L
- Lauren Burns (* 1974), australische Taekwondoin
- Les Burns (1944–2019), englischer Fußballspieler
- Lindsay Burns (* 1965), US-amerikanische Ruderin
- Lloyd Burns (* 1984), walisischer Rugby-Union-Spieler
- Lucy Burns (1879–1966), US-amerikanische Frauenrechtlerin
- Lydia Burns (1827–1878), irische Baumwollspinnerin und Ehefrau von Friedrich Engels

### M
- Marc Burns (* 1983), Leichtathlet aus Trinidad und Tobago
- Marilyn Burns (1949–2014), US-amerikanische Schauspielerin
- Mark Burns (Schauspieler) (1936–2007), britischer Schauspieler
- Mark Burns (Televangelist) (* 1979), US-amerikanischer Geistlicher und Politikberater
- Mark Burns (Rugbyspieler), schottischer Rugby-League-Spieler
- Marsha Burns (* 1945), US-amerikanische Fotografin
- Marvin Burns (1928–1990), US-amerikanischer Wasserballspieler
- Mary Burns (1821–1863), irische Baumwollspinnerin und Ehefrau von Friedrich Engels
- Matt Burns (* 1980), US-amerikanischer Wrestler und Filmemacher, siehe Nick Mondo
- Max Burns (* 1948), US-amerikanischer Politiker
- Megan Burns (* 1986), britische Schauspielerin und Musikerin
- Mike Burns (* 1970), US-amerikanischer Fußballspieler

### N
- Nathan Burns (* 1988), australischer Fußballspieler
- Nicole Burns-Hansen (* 1973), Schweizer Tänzerin und Wertungsrichterin

### O
- Oyster Burns (1864–1928), US-amerikanischer Baseballspieler

### P
- Pat Burns (1952–2010), kanadischer Eishockeytrainer
- Pete Burns (1959–2016), britischer Sänger und Songschreiber
- Pauline Powell Burns (1876–1912), US-amerikanische Malerin und Pianistin

### R
- R. Nicholas Burns (* 1956), US-amerikanischer Diplomat
- Ralph Burns (1922–2001), US-amerikanischer Pianist, Komponist, Arrangeur und Bandleader
- Raymond Ian Burns (* 1954), britischer Sänger, Gitarrist, Bassist, Texter und Komponist
- Richard Burns (1971–2005), britischer Rallyefahrer
- Ricky Burns (* 1983), schottischer Boxer
- Robert Burns (1759–1796), schottischer Schriftsteller und Poet
- Robert Burns (Politiker, 1792) (1792–1866), US-amerikanischer Politiker (New Hampshire)
- Robert Burns (Politiker, 1874) (1874–1950), US-amerikanischer Politiker (Oklahoma)
- Robert Burns (Politiker, 1936) (* 1936), kanadischer Politiker (Quebec)
- Robert Burns (Radsportler) (* 1968), australischer Radsportler
- Robert Andrew Burns (* 1943), britischer Diplomat
- Robert Burns (Tennisspieler), US-amerikanischer Tennisspieler
- Ron Burns, australischer Fußballspieler
- Ronald Burns (* 1933), britischer Schwimmer

### S
- Scott Burns, US-amerikanischer Musikproduzent
- Scott Z. Burns (* 1962), US-amerikanischer Regisseur, Produzent und Drehbuchautor
- Simon Burns (* 1952), britischer Politiker
- Sonny Burns (1930–1992), US-amerikanischer Sänger
- Stef Burns (* 1959), US-amerikanischer Rockmusiker
- Steven Burns (* 1973), US-amerikanischer Schauspieler und Musiker
- Stephen W. Burns (1954–1990), US-amerikanischer Theater- und Filmschauspieler

### T
- Terence Burns, Baron Burns (* 1944), britischer Ökonom und Politiker
- Thomas Burns (1796–1871), schottischer Pfarrer und Kolonialist
- Thomas Matthew Burns (* 1944), nordirischer Ordensgeistlicher, Bischof von Menevia
- Tim Burns (* 1947), kanadischer Fußballspieler
- Timothy Burns (1820–1853), US-amerikanischer Politiker
- Tito Burns (1921–2010), britischer Akkordeonist, Bandleader und Promoter
- Tom Burns (Soziologe) (1913–2001), britischer Soziologe
- Tom Burns (Politiker) (1931–2007), australischer Politiker (ALP)
- Tom Burns (Mediziner) (Thomas Patrick Burns; * 1946), britischer Psychiater und Hochschullehrer
- Tom R. Burns (* 1937), US-amerikanisch-schwedischer Soziologe
- Tommy Burns (Boxer) (Noah Brusso; 1881–1955), kanadischer Boxer
- Tommy Burns (Fußballspieler) (Thomas Burns; 1956–2008), schottischer Fußballspieler

### U
- Ursula Burns (* 1958), US-amerikanische Managerin

### V
- Vanessa Burns, kanadische Schauspielerin, Produzentin und Drehbuchautorin

### W
- Walter Noble Burns  (1866–1932), US-amerikanischer Autor von Westerngeschichten und -sachbüchern
- Wes Burns (* 1994), walisischer Fußballspieler
- William Burns (Lacrossespieler) (1875–1953), kanadischer Lacrossespieler
- William Burns (Fußballspieler) (1902–1983), nordirischer Fußballspieler
- William Burns (Curler) (1878–1964), kanadischer Curler
- William Burns, Pseudonym von Wilhelm Wolfgang Bröll (1913–1989), deutscher Science-Fiction-Autor
- William Chalmers Burns (1815–1868), schottischer Missionar
- William F. Burns (1932–2021), US-amerikanischer Offizier, Generalmajor der US-Army
- William Haydon Burns  (1912–1987), US-amerikanischer Politiker, siehe W. Haydon Burns
- William John Burns (1861–1932), US-amerikanischer Ermittler
- William Joseph Burns (* 1956), US-amerikanischer Diplomat und CIA-Direktor
- William Wallace Burns (1825–1892), US-amerikanischer Brigadegeneral der Unionisten

### Kunstfiguren
- Charles Montgomery Burns, Figur der Zeichentrickserie „Die Simpsons“, siehe Figuren aus Die Simpsons #C. Montgomery Burns